# 威廉明娜 (密蘇里州)
威廉明娜（英語：Wilhelmina）是位於美國密蘇里州鄧克林縣的非建制地區。

## 歷史
威廉明娜的郵局於1911年設立，其後於1957年停運。

## 地理
威廉明娜所處的海拔為高於海平面92米（即302英呎），而該地所採用的時區為UTC-6，即北美中部時區（CST）。同時該地設有夏令時間，為UTC-6調快一小時，即UTC-5（CDT）。